# Illa Stor
Stor és una de les nombroses illes deshabitades que formen part de l'arxipèlag Àrtic Canadenc, a la regió de Qikiqtaaluk, Nunavut. Forma part de les illes Sverdrup, un subrgrup de les Illes de la Reina Elisabet. Es troba a l'estret Eureka, un estret que separa les illes Axel Heiberg, a l'oest, de la d'Ellesmere, a l'est. Té una superfície de 313 km², una llargada de 32 quilòmetres i una amplada de 14 quilòmetres. Té una alçada màxima d'uns 500 msnm.